# 愛德華·弗朗克
愛德華·法蘭克（法語：Édouard Frank，1938年4月5日—）是中非共和國政治人物，他在1991年3月15日至1992年12月4日期間擔任中非共和國總理。

## 生平
弗朗克出生于Grimari。在师范学院毕业后，曾任教师。1963年前往法国高等海外研究学院（Institut des hautes études d'Outre-Me）学习法律，1965年回国进入司法部门服务，1973年担任班吉上诉法院法官，1980年被任命为最高法院院长。1982年被任命为中非共和国驻法国大使。
弗朗克主持了1987年对前中非皇帝让-贝德尔·博卡萨的审判，这次审判媒体称为“非洲后殖民时代首次，前国家元首在获得充分辩护保障的情况下接受公开审判”，最终博卡萨被判处死刑（1988年被减为终身监禁，1993年获释）。
弗朗克在1991年3月15日成为中非共和国总理，1992年12月4日卸任。此后他担任过宪法法院院长。2003年弗朗索瓦·博齐泽通过政变上台后，弗朗克担心自身安全曾一度逃往法国。2006年他被博齐泽任命为法律顾问，一年后被免职。
弗朗克目前生活在法国维希，他有9个孩子。